# Thiodia couleruana
Thiodia couleruana is een vlinder uit de familie bladrollers (Tortricidae). De wetenschappelijke naam is voor het eerst geldig gepubliceerd in 1834 door Duponchel.
De soort komt voor in Europa.